# Troy Automobile & Buggy Company
Troy Automobile & Buggy Company war ein US-amerikanischer Hersteller von Automobilen.

## Unternehmensgeschichte
James Stanley kündigte bereits 1905 an, dass er ein billiges Fahrzeug herstellen wolle. 1906 gründete er ein Unternehmen in Mooreland in Indiana. Die Firmierung war entweder Stanley Automobile Manufacturing Company, Stanley Automobile Company oder Stanley Automobile & Manufacturing Company. 1907 begann die Produktion von Automobilen. Der Markenname lautete Stanley. Ende 1908 endete die Produktion in Mooreland.
1909 schloss sich Stanley mit der Troy Buggy Company aus Troy in Ohio zusammen. Das Unternehmen firmierte nun als Troy Automobile & Buggy Company. Die Produktion wurde fortgesetzt. Sie endete im Februar 1910.
Insgesamt entstanden nur wenige Fahrzeuge. Eine Quelle gibt an, dass in Mooreland 25 Stück gefertigt wurden.
Es gab keine Verbindung zur Stanley Motor Carriage Company, die den gleichen Markennamen für ihre Dampfwagen benutzte.

## Fahrzeuge
Im Angebot stand nur ein Modell. Es hatte einen Zweizylindermotor mit Wasserkühlung. 127 mm Bohrung und 139,7 mm Hub ergaben 3539 cm³ Hubraum und 20 PS Leistung. Die Motorleistung wurde über ein Planetengetriebe und eine Kette an die Hinterachse übertragen. Das Fahrgestell hatte 221 cm Radstand. Der Neupreis betrug 575 US-Dollar.
In einem Katalog von 1907 wird das Fahrzeug als Model A bezeichnet. Darin ist die Bohrung mit 133,35 mm angegeben, woraus sich 3902 cm³ Hubraum ergeben. Der Radstand wird bestätigt und die Spurweite mit 142 cm angegeben. Die Reifengröße von 30 Zoll entsprach dem Ford Modell T. Das Leergewicht war mit etwa 454 kg angegeben. Der Aufbau war ein Tonneau mit fünf Sitzen.
Ein angekündigtes Modell mit Kardanantrieb erschien nicht mehr.